# Viburnum clemensae
Viburnum clemensae är en desmeknoppsväxtart som beskrevs av Kern. Viburnum clemensae ingår i släktet olvonsläktet, och familjen desmeknoppsväxter. Inga underarter finns listade i Catalogue of Life.